# Madame Arnoul
Madame Arnoul est un roman de Jean-Noël Pancrazi publié le 2 février 1995 aux éditions Gallimard et ayant obtenu la même année le prix du Livre Inter, le prix Maurice-Genevoix et le prix Albert-Camus.

## Éditions
- Éditions Gallimard, 1995,  (ISBN 2-07-074046-3).
- Éditions Gallimard, coll. « Folio » no 2925, 1997,  (ISBN 2070401820).